# جشنواره فیلم چانگچون
جشنواره فیلم چانگچون (انگلیسی: Changchun Film Festival؛ چینی: 长春电影节) نام یک جشنوارهٔ بین‌المللی فیلم است که هر دو سال یکبار در شهر چانگچون در کشور چین برگزار می‌شود.
جشنواره فیلم چانگچون در سال ۱۹۹۲ میلادی توسط «گروه فیلم‌سازی چانگچون» برپا شد و حامیان مالی دیگری همچون «وزارت رادیو، تلویزیون و سینما»، «دولت استانی جی‌لین» و «شهرداری چانگچون» آن را پشتیبانی می‌کنند.
با آن که این جشنواره «بین‌المللی» است اما جایزهٔ اصلیش که «گوزن زرین» نام دارد تا به‌حال به هیچ فیلمی خارج از چین یا آسیای جنوب شرقی اهدا نشده است.